# Caporegime

Aufbau einer US-amerikanischen Mafia-Familie

Caporegime, Capodecina beziehungsweise die Kurzform Capo bezeichnen in Mafia-Gruppen – insbesondere der sizilianischen Cosa Nostra und der US-amerikanischen La Cosa Nostra – ein hochrangiges Mitglied innerhalb der Hierarchie der Organisation.

## Etymologie
Caporegime ist ein italienisches Wort für den Anführer einer Gruppe, abgeleitet von lateinisch caput („Kopf, Haupt“) und regimen („Lenkung, Leitung, Regierung“). Capodecina bezeichnet den Anführer einer Zehnergruppe und ist von decina – italienisch für „zehn“ – abgeleitet.
Die Begriffe stammen aus der Hierarchie in der sizilianischen Mafia und wurden der Armee des Römischen Reiches entlehnt. Allerdings hat sich auch die Cosa Nostra amerikanisiert, das heißt, der Terminus „Boss“ und andere Begriffe sind nun ebenfalls üblich. Bei der US-amerikanischen Mafia ist es üblich, den Rang auch mit „Captain“ (oder extern mit „Lieutenant“) zu bezeichnen.
So wurde beispielsweise die Gambino-Familie in New York City Mitte bis Ende der 1980er Jahre vom FBI auf circa 3.000 Mitglieder geschätzt. Diese waren entsprechend der damaligen Hierarchie wie folgt organisiert: An der Spitze der Boss, dem ein Underboss als Vertreter und rechte Hand sowie ein Consigliere als Berater zugeordnet waren. Unter dem Underboss befanden sich etwa 20 Hauptleute (oder Caporegime, Capo, Capodecina), die jeweils eine Gruppe befehligten. Diese Gruppen bestanden aus zehn bis fünfzehn initiierten Mitgliedern. Jedem der Mitglieder waren seinerseits zehn bis fünfzehn Gefolgsleute zuzurechnen, die zwar für die Familie arbeiteten, dieser aber nicht vollwertig angehörten.
Kleinere Familien wie die von St. Louis waren vielleicht ähnlich aufgebaut, hatten aber nur fünf Caporegime.

## Funktion
Ein Capo ist immer Vollmitglied einer Mafia-Familie und übt die Führung über die einfachen Mitglieder („soldati“) aus. Im Vergleich zu einer militärischen Organisation könnte seine Funktion mit der eines Hauptmannes identifiziert werden. Allerdings sind seine Aufgaben völlig anders angelegt und motiviert.
Insbesondere ist der Capo nicht nur eine Figur innerhalb einer Befehlskette, sondern er dient auch der Abschirmung der über ihm angesiedelten Führungsschicht der Familie im Sinne der Omertà. Damit können Außenstehende oder rangniedere Mitglieder die Befehlskette grundsätzlich nicht umgehen; sie werden grundsätzlich nie einen direkten Befehl aus der Führungsschicht erhalten.
In der US-amerikanischen Mafia agierten die einzelnen „streetcrews“ (engl. für ‚Straßenmannschaften‘) sehr eigenständig. Sie berichten nur ihrem Capo und führen einen Teil ihrer (illegalen) Einnahmen an diesen ab. Dieser wiederum leitet Gelder weiter an höhergestellte Mitglieder. Außerdem stellt er die Kontaktstelle für Nichtmitglieder dar, da die US-amerikanischen Familien auch mit Assoziierten zusammenarbeiten, von denen vielen eine Vollmitgliedschaft auf Grund ihrer ethnischen Abstammung verwehrt bleiben wird.
Mitglieder und Capos agieren grundsätzlich nur in ihrer eigenen Fraktion; die Zahl oder Existenz anderer Gruppen wird – auch innerhalb der Familien – nicht kommuniziert, da auch das der Omertà unterliegt. Ein zu genaues Nachfragen würde bereits Misstrauen erregen, und der Nachfrager sähe sich dem Verdacht ausgesetzt, ein potentieller Pentito zu sein. So wurde 1969 der Tod des Mafioso Michele Cavataio auch deshalb beschlossen, weil er die Mafia-Clans von Palermo und deren wichtigste Vertreter auf einem Lageplan verzeichnet hatte.
Die Position des Capo kann ein Sprungbrett für den Aufstieg innerhalb der Familien sein; die Position ist jedoch auch latent und kann bei Unfähigkeit oder auf Grund von Machtkonstellationen innerhalb der Familie wieder verloren gehen.
Dieser Austausch erfolgt nicht immer friedlich und ein Caporegime steht auch unter großem Druck potentieller Nachfolger. Der Capo Dominic Napolitano äußerte sich dazu gegenüber dem verdeckten FBI-Agenten Joseph Pistone alias Donnie Brasco:

The whole thing is how strong you are and how much power you got and how fucking mean you are — that’s what makes you rise in the mob. Every day’s a fucking struggle, because you don’t know who’s looking to knock you off, especially when you become a captain or boss. Every day, somebody’s looking to dispose of you and take your position. You always got to be on your toes. Every fucking day is a scam day to keep your power and position.

„Es geht nur darum, wie stark du bist, wie viel Macht du hast und wie verdammt mies du bist – das hilft dir beim Aufstieg in der Mafia. Jeder Tag ist ein verdammter Kampf, denn du weißt nie, wer dich weghauen will, besonders wenn du Captain [Caporegime] oder Boss bist. Jeden Tag will dich jemand loswerden und deine Position einnehmen. Du musst jeden Tag auf der Hut sein, jeder verdammte Tag ist eine Herausforderung.“

Letztendlich werden in gewisser Weise auch die Bosse selber als Capos gesehen: ein besonders einflussreiches Oberhaupt einer Familie, von dem angenommen werden kann, dass es eine dominierende Stellung gegenüber den anderen Anführern innehat oder anstrebt, wird als Capo di tutti i capi (siz-it. für Capo aller Capos) bezeichnet.

## Adaptionen und Fiktionen
1990 wurde Paul „Paulie“ Vario – Capo der Lucchese-Familie in New York City – international durch den Film GoodFellas – Drei Jahrzehnte in der Mafia bekannt, in dem er durch die Figur des Paul „Paulie“ Cicero vertreten ist. Vario wurde als einer der brutalsten Gangster New York Citys eingeschätzt. Der Film zeigt keine einzige physische Gewaltausübung von „Paulie“, veranschaulicht aber die abschottende Arbeitsweise eines Capos und das Verhältnis zu seinen Assoziierten Henry Hill und Jimmy Burke, die – im Gegensatz zu ihm – grundsätzlich nicht Vollmitglieder seiner „Familie“ werden können.
In dem Mafia-Klassiker Der Pate sind die Figuren Peter Clemenza und Salvatore Tessio Capos in der Familie Corleone.
In der Serie Die Sopranos steigt der Protagonist Tony Soprano vom Capo zum Underboss und schließlich zum Boss auf. Seine späteren Capos sind Paulie Gualtieri, Christopher Moltisanti, Lawrence Barese, Vito Spatafore, Carlo Gervasi, Raymond Curto und Bobby Baccalieri.